# 44/876
| Совокупная оценка | Совокупная оценка |
| Источник          | Оценка            |
| ----------------- | ----------------- |
| Metacritic        | 49/100            |
| Оценки критиков   |                   |
| Источник          | Оценка            |
| AllMusic          | [ 2 ]             |
| The A.V. Club     | D                 |
| The Telegraph     | [ 4 ]             |

44/876 — совместный альбом английского музыканта Стинга и ямайского музыканта Шэгги. Он был выпущен 20 апреля 2018 года лейблами A&M Records, Interscope Records и Cherrytree Records.
Название альбома отсылает к телефонному коду Великобритании (+44) и североамериканскому коду Ямайки (876), родным странам Стинга и Шэгги.
7 декабря 2018 года было выпущено CD-издание альбома Deluxe Softpack с 8 бонус-треками, включающее неизданный трек «Skank Up (Oh Lawd)», две новые версии «Gotta Get Back My Baby» и пять неизданных акустических концертных треков, записанных в июле 2018 года в Париже.
В феврале 2019 года альбом получил награду за лучший регги-альбом на 61-й церемонии вручения премии «Грэмми».

## Коммерческий успех
В Соединённом Королевстве альбом дебютировал на девятом месте в UK Albums Chart с продажами за первую неделю в количестве 7 658 единиц. Это первый альбом Стинга, вошедший в топ-10 со времен Sacred Love (2003), и первый альбом Шэгги со времен Hot Shot (2000).

## Список композиций
| №                   | Название                                            | Автор(ы)                                                                                     | Продюсер(ы)                                | Длительность |
| ------------------- | --------------------------------------------------- | -------------------------------------------------------------------------------------------- | ------------------------------------------ | ------------ |
| 1.                  | «44/876» (при участии Моргана Херитейджа и Aidonia) | Стинг Орвилл Баррелл Рохан Ранкин Шелдон Лоуренс Шон Пиццония Дуэйн Шиппи Мартин Кирсзенбаум | Sting International Дуэн "iLL Wayno" Шиппи | 2:59         |
| 2.                  | «Morning Is Coming»                                 | Стинг Баррелл Ранкин Пиццония                                                                | Sting International                        | 3:11         |
| 3.                  | «Waiting for the Break of Day»                      | Стинг Баррелл Пицциония Шиппи                                                                | Sting International                        | 3:18         |
| 4.                  | «Gotta Get Back My Baby»                            | Стинг Баррелл Андре Феннелл Шелдон M. Харрис Кирсзенбаум                                     | Тефлон Кирсзенбаум                         | 2:56         |
| 5.                  | «Don't Make Me Wait»                                | Стинг Баррелл Ашанте Рейд Пиццония Камерон Квинтин Джонс Кеннард Гарретт                     | Sting International                        | 3:35         |
| 6.                  | «Just One Lifetime»                                 | Стинг Баррелл Ранкин Пиццония Шейн Хусонг                                                    | Sting International Хусонг                 | 3:30         |
| 7.                  | «22nd Street»                                       | Стинг Баррелл Ранкин Пиццония Энди Бассфорд                                                  | Sting International                        | 4:00         |
| 8.                  | «Dreaming in the U.S.A.»                            | Стинг Баррелл Ранкин Доминик Миллер Кирсзенбаум                                              | Стинг Кирсзенбаум                          | 3:08         |
| 9.                  | «Crooked Tree»                                      | Стинг Кирсзенбаум Баррелл Пиццония Шиппи Хусонг                                              | Sting International                        | 3:37         |
| 10.                 | «To Love and Be Loved»                              | Стинг Баррелл Ранкин Пиццония Доди Хендерсон                                                 | Sting International Machine Gun Funk       | 3:29         |
| 11.                 | «Sad Trombone»                                      | Стинг Баррелл Пиццония Шиппи                                                                 | Sting International                        | 5:43         |
| 12.                 | «Night Shift»                                       | Стинг Элиот Самнер Баррелл Рейд Миллер Кирсзенбаум                                           | Sting International Кирсзенбаум            | 3:26         |
| Общая длительность: | Общая длительность:                                 | Общая длительность:                                                                          | Общая длительность:                        | 42:52        |

| №                   | Название                                              | Автор(ы)                                                                               | Продюсер(ы)                                   | Длительность |
| ------------------- | ----------------------------------------------------- | -------------------------------------------------------------------------------------- | --------------------------------------------- | ------------ |
| 13.                 | «If You Can't Find Love»                              | Стинг Баррелл Пиццония ранкин Бассфорд Карл Райт Джошуа Томас Шиппи Миллер Кирсзенбаум | Sting International Кирсзенбаум               | 3:34         |
| 14.                 | «Love Changes Everything»                             | Эндрю Ллойд Уэббер Чарльз Эллиот Харт Дон Блэк                                         | Sting International                           | 3:52         |
| 15.                 | «16 Fathoms»                                          | Стинг Баррелл Ранкин Кирсзенбаум                                                       | Кирсзенбаум                                   | 3:19         |
| 16.                 | «Don't Make Me Wait» (Dave Audé Rhythmic Radio Remix) | Стинг Баррелл Рейд Пиццония Джонс Гарретт                                              | Sting International Дейв Оде Джейсон Робинсон | 3:47         |
| Общая длительность: | Общая длительность:                                   | Общая длительность:                                                                    | Общая длительность:                           | 57:27        |

| №  | Название                                              | Длительность |
| -- | ----------------------------------------------------- | ------------ |
| 1. | «Englishman in New York» (Стинг)                      |              |
| 2. | «Fields of Gold» (Стинг)                              |              |
| 3. | «Message in a Bottle» (Стинг при участии Agent Sasco) |              |
| 4. | «Don't Make Me Wait» (Стинг и Шэгги)                  |              |
| 5. | «Roxanne» (Стинг и Шэгги)                             |              |
| 6. | «Cherrytree Radio Interview with Sting and Shaggy»    |              |

| №   | Название                                                          | Длительность |
| --- | ----------------------------------------------------------------- | ------------ |
| 13. | «Gotta Get Back My Baby» (новая версия)                           |              |
| 14. | «Skank Up (Oh Lawd)» (не выпущенный трек)                         |              |
| 15. | «Gotta Get Back My Baby» (ремикс диджея Дейва Оде)                |              |
| 16. | «If You Can't Find Love» (акустический концерт, Париж, июль 2018) |              |
| 17. | «Message In A Bottle» (акустический концерт, Париж, июль 2018)    |              |
| 18. | «Every Breath You Take» (акустический концерт, Париж, июль 2018)  |              |
| 19. | «Don't Make Me Wait» (акустический концерт, Париж, июль 2018)     |              |
| 20. | «Fields Of Gold» (акустический концерт, Париж, июль 2018)         |              |

## Участники записи
- Шэгги — вокал
- Стинг — bas dessus, бас, продюсер, бэк-вокал
- Aidonia — ведущий вокал (1)
- Morgan Heritage — бэк-вокал (1)
- Дэвид Т. В. Барнс — рожок
- Энди Бассфорд — гитара
- Мэгги Бакли — флейта, саксофон
- Камерон Корвет — гитара, продюсер
- Шон Дарсон — барабанные партии
- Роберт Дабвайз — гитара
- Дуэйн Шиппи — дополнительное производство, бас, гитара, инструментарий, клавишные, перкуссия, продюсер, звуки, струнные аранжировки, бэк-вокал
- Кеннард Гарретт — продюсер
- Кларк Гейтон — мастеринг, тромбон
- Джоэл Гонсалес — валторна
- Джин Гримальди — мастеринг
- Шейн Хусонг — дополнительное производство, ударные, клавишные, перкуссия, продюсер, звуки
- Зак Джонс — ударные, бэк-вокал
- Джеффри Кизер — фортепиано
- Хизер Кирсзенбаум — звуки
- Мартин Кирсзенбаум[англ.] — дополнительное производство, фото на задней обложке, бас, клавикорд, ударные, монтаж, исполнительный продюсер, Fender Rhodes, гитара, клавишные, орган, перкуссия, фортепиано, продюсер, звуки, синтезатор
- Тони Лейк — звукоинженер
- Закари Лукас — валторна
- Machine Gun Funk — барабаны, клавишные, продюсер
- Брэнфорд Марсалис — саксофон
- Стивен «Ленки» Марсден — клавишные
- Камари Мартин — бэк-вокал
- Доминик Миллер — гитара
- Мелисса Мусик — бэк-вокал
- Джин Ноубл — бэк-вокал
- Сальвадор Очоа — фото на обложке
- Роберт Ортон — звукоинженер, микширование, перкуссия, синтезатор
- Дэнни Кватрочи — гитарный техник
- Дэйв Ричардс — бас
- Гленн Роджерс — гитара
- Робби Шекспир[англ.] — бас
- Шон «Sting International» Пиццония[англ.] — bas dessus, бас, барабаны, монтаж, звукоинженер, гитара, инструментарий, клавишные, микширование, перкуссия, продюсер, звуки, бэк-вокал
- Роберт Стрингер — валторна
- Элиот Самнер — вокал
- Тефлон — барабаны, клавишные, продюсер
- Грант Валентайн — ассистент инженера
- Николь ВанГизен — фотография
- Лиам Уорд — художественное руководство, дизайн
- Карл Райт — ударные
- Джоан Кэмпбелл — актёр

## Чарты
| Чарт (2018)                      | Высшая позиция |
| -------------------------------- | -------------- |
| Австралия (ARIA)                 | 38             |
| Австрия (Ö3 Austria)             | 6              |
| Бельгия/Фландрия (Ultratop)      | 22             |
| Бельгия/Валлония (Ultratop)      | 4              |
| Чехия (ČNS IFPI)                 | 11             |
| Нидерланды (Album Top 100)       | 16             |
| Франция (SNEP)                   | 2              |
| Германия (Offizielle Top 100)    | 1              |
| Венгрия (MAHASZ)                 | 27             |
| Италия (Classifica album)        | 13             |
| Польша (ZPAV)                    | 3              |
| Португалия (AFP)                 | 19             |
| Испания (PROMUSICAE)             | 35             |
| Швейцария (Schweizer Hitparade)  | 5              |
| Великобритания (UK Albums Chart) | 9              |
| США (Billboard 200)              | 40             |

| Чарт (2018)                        | Позиция |
| ---------------------------------- | ------- |
| Belgian Albums (Ultratop Wallonia) | 119     |
| French Albums (SNEP)               | 104     |
| German Albums (Offizielle Top 100) | 66      |
| Swiss Albums (Schweizer Hitparade) | 99      |

| Чарт (2019)          | Позиция |
| -------------------- | ------- |
| French Albums (SNEP) | 163     |

## Сертификации
| Регион                                                                      | Сертификация | Продажи |
| --------------------------------------------------------------------------- | ------------ | ------- |
| Франция (SNEP)                                                              | Золотой      | 50 000  |
| Польша (ZPAV)                                                               | Золотой      | 10 000  |
| Данные о продажах + прослушиваниях приведены только на основе сертификации. |              |         |